# Jael Argüelles Díaz
Jael Argüelles Díaz (Ciudad Juárez, México; 14 de noviembre de 1997) es una médica y política miembro del partido Movimiento de Regeneración Nacional. Es diputada al Congreso de Chihuahua por la vía plurinominal en la LXVIII Legislatura desde 2024.
Argüelles es hija de maestros normalistas exmilitantes del Comité de Defensa Popular y es médico cirujano egresada del Instituto de Ciencias Biomédicas de la Universidad Autónoma de Ciudad Juárez en 2021. Desde joven, debido a la influencia de su padre, Argüelles se involucró en el Partido del Trabajo que fue el sucesor político del CDP en el estado de Chihuahua.
En las elecciones locales de 2021 fue registrada como candidata suplente de Deyanira Ozaeta Díaz para el Distrito 6 con cabecera en Ciudad Juárez por los partidos Morena, del Trabajo y Nueva Alianza Chihuahua como parte de la coalición Juntos Haremos Historia en Chihuahua. Finalmente, la fórmula de Ozaeta y Argüelles logró el triunfo por más de 30 puntos porcentuales sobre su más cercana competencia.
El 11 de abril de 2023, Argüelles rindió protesta como diputada luego de una ausencia de varios meses de la diputada titular Deyanira Ozaeta. Dentro del Congreso formó parte de las comisiones de Trabajo y Previsión Social, Feminicidios, Participación Ciudadana y Asuntos Electorales, Igualdad, 
Gobernación y Puntos Constitucionales y Medio Ambiente, Ecología y Desarrollo Sustentable. El 29 de agosto de 2023, anunció que renunciaría al Partido del Trabajo para unirse a Morena luego de denunciar presiones de la dirigencia del PT y de la familia Aguilar para tomar ciertas posturas en su labor legislativa.
En 2024, Argüelles fue reelecta como diputada al Congreso de Chihuahua para la LXVIII Legislatura por la vía de la representación proporcional.
Dentro de su agenda legislativa resaltan los derechos de la mujer, defensa del derecho a la salud, trabajo digno y movimiento LGBT.